# Xiaolin – pojedynek mistrzów
Xiaolin – pojedynek mistrzów, ang. Xiaolin Showdown (2003–2006) – amerykański serial animowany. W Polsce premiera serialu odbyła się w Cartoon Network w 2006 roku.
W latach 2013–2015 emitowany był serial animowany Kroniki Xiaolin, który był kontynuacją fabuły z Xiaolin – pojedynek mistrzów; premiera odbyła się 26 sierpnia 2013 roku na amerykańskim Cartoon Network.

## Fabuła
Serial opowiada o losach czwórki dzieci, szkolących się w klasztorze Shaolin. Młody mnich Omi (władający żywiołem wody), Brazylijczyk Raimundo (używający mocy wiatru), specjalistka od technologii, Japonka Kimiko (władająca ogniem) oraz teksański kowboj Clay (przynależny ziemi) wspólnie muszą stawić czoło złu, uosabianemu przede wszystkim przez ducha heylińskiej wiedźmy, Wuyi, której pomaga „geniusz zła” Jack Spicer. Pokonując swoje słabości i przełamując lęki, toczą z przeciwnikami liczne pojedynki o Shen Gong Wu – przedmioty o niebywałej mocy, które w nieodpowiednich rękach mogą doprowadzić do katastrofy.
Wuya, niezadowolona ze współpracy z Jackiem, którego niekiedy bardziej zajmuje budowanie kolejnych robotów niż szukanie Shen Gong Wu, co rusz szuka innych wspólników. Zaliczają się do nich między innymi: Katnappe, początkująca złodziejka, posługująca się technologią i swoimi kocimi umiejętnościami, Tubbimura – otyły ninja, którego jednak nie należy lekceważyć, czy Mala Mala Jong, stwór stworzony wyłącznie z Shen Gong Wu i ożywiony za pomocą Serca Jonga. Prawie zawsze jednak okazuje się, że współpraca ta jest nieudana i Wuya musi polegać na Jacku.
W 2. serii pojawiają się nowi bohaterowie między innymi Mistrz Mnich Guan, Chase Young, Pandabubba, Raksha, Gigi, Syrena Dyris, Cyklop Heylinu, a w 3. serii pojawia się Hannibal Roy Fasolka ze swoim Ptakiem Ying-Ying, Chucky Choo, Stwór Chi oraz Rajski Ptak.

## Role
- Tara Strong – Omi
- Grey DeLisle – Kimiko Tohomiko
- Tom Kenny –
  - Raimundo Pedrosa
  - Hannibal Roy Fasolka
  - Wielki Mistrz Dashi
- Jeff Bennett –
  - Clay Bailey
  - Mistrz Mnich Guan
- Wayne Knight – Dojo Kanojo Cho
- Danny Cooksey – Jack Spicer (seria 1 i 3)
- Hynden Walch – Jack Spicer (seria 2)
- Susan Silo – Wuya
- Jason Marsden – Chase Young
- René Auberjonois – Mistrz Fung (1 seria)
- Maurice LaMarche – Mistrz Fung (od 2 serii)
- Kevin Michael Richardson – PandaBubba
- Jennifer Hale – Katnappé

## Wersja polska
Opracowanie wersji polskiej: Start International Polska

Reżyseria: Paweł Galia

Dialogi polskie:
- Katarzyna Wojsz (odc. 1-4, 9-10, 14-17, 50-52),
- Piotr Radziwiłowicz (odc. 5-8, 11-13, 18-21, 26-29, 34-39, 42-43, 46-49),
- Anna Celińska (odc. 22-25, 30-33),
- Anna Niedźwiecka (odc. 40-41, 44-45)

Dźwięk i montaż: Jerzy Wierciński

Kierownictwo produkcji: Anna Kuszewska

Lektor: Paweł Galia

Udział wzięli:
- Brygida Turowska-Szymczak – Omi
- Włodzimierz Press – Mistrz Fung
- Andrzej Chudy – Dojo
- Agnieszka Kunikowska – Kimiko
- Grzegorz Drojewski – Clay
- Jonasz Tołopiło – Raimundo
- Krzysztof Szczerbiński – Jack Spicer
- Anna Sroka – Wuya
- Magdalena Krylik – Katnappé
- Paweł Szczesny –
  - Tubbimura,
  - Hannibal Fasolka
- Robert Tondera – Chucky Choo
- Cezary Kwieciński – Jermaine
- Zbigniew Konopka –
  - Ojciec Claya,
  - Cyklop,
  - Vlad
- Cezary Nowak –
  - Wielki Mistrz Dashi (odc. 14-15),
  - Pomocnik Pandabubby w czarnym ubraniu,
  - Ojciec Kimiko
- Włodzimierz Bednarski –
  - Pandabubba,
  - Raksha
- Janusz Wituch – Pomocnik Pandabubby w białym ubraniu
- Joanna Orzeszkowska – Babcia Lily
- Adam Bauman –
  - Mistrz Mnich Guan,
  - Klofange
- Leszek Zduń – Chase Young
- Izabella Bukowska – Syrena Dyris
- Jarosław Domin – Gigi – Nasienie Heylina
- Tomasz Marzecki – T-Rex
- Ewa Serwa –
  - Mama Omiego,
  - Rajski Ptak
- Mirosław Wieprzewski –
  - Ptak Ying-Ying,
  - Ojciec Omiego,
  - Strażnik Skarbu,
  - Duch Skarbu,
- Paweł Galia –
  - Wielki mistrz Dashi (odc. 52),
  - Jackboty
- Martyna Sommer – Megan
- Dariusz Błażejewski

i inni

## Odcinki
- Serial w Polsce po raz pierwszy pojawił się na kanale Cartoon Network:
  - I seria (odcinki 1-13) – 2 stycznia 2006 roku,
  - II seria (odcinki 14-39) – 4 września 2006 roku,
  - III seria (odcinki 40-52) – 2 kwietnia 2007 roku.

### Spis odcinków
| Premiera odcinka | Nr | Tytuł polski                           | Tytuł angielski                         |
| ---------------- | -- | -------------------------------------- | --------------------------------------- |
|                  |    |                                        |                                         |
| SERIA PIERWSZA   |    |                                        |                                         |
|                  |    |                                        |                                         |
| 02.01.2006       | 01 | Podróż Tysiąca Mil                     | Journey of Thounsand Milles             |
|                  |    |                                        |                                         |
| 03.01.2006       | 02 | Jak Skała!                             | Like a Rock!                            |
|                  |    |                                        |                                         |
| 04.01.2006       | 03 | Zaplątana Pajęczyna                    | Tangled Web                             |
|                  |    |                                        |                                         |
| 05.01.2006       | 04 | Katnappé!                              | Katnappé!                               |
|                  |    |                                        |                                         |
| 06.01.2006       | 05 | Shen Yi Bu                             | Shen Yi Bu                              |
|                  |    |                                        |                                         |
| 09.01.2006       | 06 | Kameleobot                             | Chameleon                               |
|                  |    |                                        |                                         |
| 10.01.2006       | 07 | Pierścień Dziewięciu Smoków            | Ring of the Nine Dragons                |
|                  |    |                                        |                                         |
| 11.01.2006       | 08 | Noc Szafirowego Smoka                  | Night of the Sapphire Dragon            |
|                  |    |                                        |                                         |
| 12.01.2006       | 09 | Mój ziomal Omi                         | My Homey Omi                            |
|                  |    |                                        |                                         |
| 13.01.2006       | 10 | Wielki jak Teksas                      | Big as Texas                            |
|                  |    |                                        |                                         |
| 16.01.2006       | 11 | Generalny Łomot                        | Royal Rumble                            |
|                  |    |                                        |                                         |
| 17.01.2006       | 12 | Mala Mala Jong                         | Mala Mala Jong                          |
|                  |    |                                        |                                         |
| 23.02.2006       | 13 | We własnej osobie                      | In the Flash                            |
|                  |    |                                        |                                         |
| SERIA DRUGA      |    |                                        |                                         |
|                  |    |                                        |                                         |
| 04.09.2006       | 14 | Przeszłe Dni                           | Days Past                               |
|                  |    |                                        |                                         |
| 05.09.2006       | 15 | Cytadela Zagłady                       | Citadel of Doom                         |
|                  |    |                                        |                                         |
| 06.09.2006       | 16 | Łuska Błyskawicy                       | The Shard of Lightning                  |
|                  |    |                                        |                                         |
| 07.09.2006       | 17 | Kryształowe Okulary                    | The Crystal Glasses                     |
|                  |    |                                        |                                         |
| 08.09.2006       | 18 | Miasto PandaBubby                      | Pandatown                               |
|                  |    |                                        |                                         |
| 11.09.2006       | 19 | Wielki Omi                             | Sizing Up Omi                           |
|                  |    |                                        |                                         |
| 12.09.2006       | 20 | Wejście Smoka                          | Enter the Dragon                        |
|                  |    |                                        |                                         |
| 13.09.2006       | 21 | Piasek Czasu                           | Sands of Time                           |
|                  |    |                                        |                                         |
| 14.09.2006       | 22 | Słyszeć Trochę Zła, Widzieć Trochę Zła | Hear Some Evil, See Some Evil           |
|                  |    |                                        |                                         |
| 15.09.2006       | 23 | Ucieczka Koszmarów                     | Dreamscape                              |
|                  |    |                                        |                                         |
| 18.09.2006       | 24 | Mistrz Mnich Guan                      | Master Monk Guan                        |
|                  |    |                                        |                                         |
| 19.09.2006       | 25 | Zło Wewnątrz                           | The Evil Within                         |
|                  |    |                                        |                                         |
| 20.09.2006       | 26 | Zamrożenie                             | The Deep-Freeze                         |
|                  |    |                                        |                                         |
| 21.09.2006       | 27 | Krzyk syreny                           | Screams of the Siren                    |
|                  |    |                                        |                                         |
| 22.09.2006       | 28 | Czarne Żmije                           | The Black Vipers                        |
|                  |    |                                        |                                         |
| 25.09.2006       | 29 | Cesarski Skorpion Kontratakuje         | The Emperor Scorpion Strikes Back       |
|                  |    |                                        |                                         |
| 26.09.2006       | 30 | Powrót PandaBubby                      | The Return of PandaBubba                |
|                  |    |                                        |                                         |
| 27.09.2006       | 31 | Ostatnie Kuszenie Raimunda             | The Last Temptation of Raimundo         |
|                  |    |                                        |                                         |
| 02.11.2006       | 32 | Rok Zielonej Małpy                     | The Year of the Green Monkey            |
|                  |    |                                        |                                         |
| 29.09.2006       | 33 | Demoniczne Nasionko                    | The Demon Seed                          |
|                  |    |                                        |                                         |
| 04.11.2006       | 34 | Nowy Porządek                          | The New Order                           |
|                  |    |                                        |                                         |
| 05.11.2006       | 35 | Uczeń                                  | The Apprentice                          |
|                  |    |                                        |                                         |
| 06.07.2007       | 36 | Coś o Jermainie                        | Something Jermaine                      |
|                  |    |                                        |                                         |
| 06.03.2007       | 37 | Niebezpieczne umysły                   | Dangerous Minds                         |
|                  |    |                                        |                                         |
| 07.03.2007       | 38 | Osąd Omiego                            | Judging Omi                             |
|                  |    |                                        |                                         |
| 08.03.2007       | 39 | Ratowanie Omiego                       | Saving Omi                              |
|                  |    |                                        |                                         |
| SERIA TRZECIA    |    |                                        |                                         |
|                  |    |                                        |                                         |
| 02.04.2007       | 40 | Odzyskanie Omiego                      | Finding Omi                             |
|                  |    |                                        |                                         |
| 03.04.2007       | 41 | Rajski Ptak                            | Bird of Paradise                        |
|                  |    |                                        |                                         |
| 04.04.2007       | 42 | Podwójne Życie Hannibala Fasolki       | The Life and Times of Hannibal Roy Bean |
|                  |    |                                        |                                         |
| 05.04.2007       | 43 | Miasto Omiego                          | Omi Town                                |
|                  |    |                                        |                                         |
| 06.04.2007       | 44 | Skarb Ślepego Szermierza               | Treasure of the Blind Swordsman         |
|                  |    |                                        |                                         |
| 09.04.2007       | 45 | Olej w Rodzinie                        | Oil in the Family                       |
|                  |    |                                        |                                         |
| 10.04.2007       | 46 | Powrót Mistrza Mnicha Guana            | The Return Of Master Monk Guan          |
|                  |    |                                        |                                         |
| 11.04.2007       | 47 | Łowca Snów                             | The Dream Stalker                       |
|                  |    |                                        |                                         |
| 17.04.2007       | 48 | Chucky Choo                            | Chucky Choo                             |
|                  |    |                                        |                                         |
| 12.04.2007       | 49 | Wu Zyskało Moc?                        | Wu Got The Power?                       |
|                  |    |                                        |                                         |
| 13.04.2007       | 50 | Zemsta Hannibala                       | Hannibal’s Revenge                      |
|                  |    |                                        |                                         |
| 16.04.2007       | 51 | Czas Po Czasie                         | Time After Time                         |
| 18.04.2007       | 52 | Czas Po Czasie                         | Time After Time                         |
|                  |    |                                        |                                         |

## Adaptacje

### Gra
10 listopada 2006 roku została wydana gra video z bohaterami serialu. Jest to wersja dla: PlayStation 2, PlayStation Portable, Xbox i Nintendo DS.

## Shen Gong Wu
Shen Gong Wu to magiczne przedmioty Wielkiego Mistrza Dashiego, które zachowują równowagę na świecie. Wielki Mistrz Dashi po pokonaniu Wuyi kazał Dojowi poukrywać Shen Gong Wu po całym świecie. Dojo poukrywał je na całej ziemi, aby nikt niepowołany nie wykorzystał ich do złych celów.

## Pojedynki Mistrzów
Pojedynek Mistrzów jest to specjalny rodzaj walki. Dochodzi do niego wtedy, kiedy dwie – lub więcej – osoby dotkną jednego Shen Gong Wu. Osoba wyzywająca ustala zasady pojedynku, po czym wszyscy biorący w nim udział stawiają po jednym Wu (którego mogą użyć w walce). Zwycięzca pojedynku wygrywa swoje Wu, to, o które toczyła się walka oraz Wu przeciwnika. Są również inne rodzaje Pojedynków z trochę innymi zasadami.

## Inne pojęcia i przedmioty występujące w serialu
W serialu pojawia się wiele przedmiotów i nazw własnych, które należałoby wyjaśnić.
- Chi – energia życiowa. W serialu zostało to ujęte jako coś w rodzaju osobowości.

### Przedmioty
- Starożytny Zwój Shen Gong Wu – zwój, którego przez 1500 lat pilnował Dojo. Zawiera informacje o wszystkich Wu i zawsze, gdy uaktywnia się jakieś nowe, pokazuje, które to. Miejscami jest jednak niekompletny. Jest nawiązaniem do rękopisu z altany orchidei.
- Magiczna szkatułka – szkatułka, a konkretnie chińskie pudełko na puzzle, w którym Wielki Mistrz Dashi zamknął ducha pokonanej Wuyi. 1500 lat po tym wydarzeniu została uwolniona przez Jacka Spicera. Po odzyskaniu przez Wuyę ciała, Omi udał się w przeszłość, aby poprosić Mistrza Dashiego o stworzenie drugiej. Dashi powiedzał Omiemu, że „skrzynkę otworzy ten, który jej otwarcia potrzebuje”. Gdy ponownie zamknięto Wuyę w szkatułce, Katnappe odnalazła pudełko i ponownie uwolniła wiedźmę.
- Włócznia Guan – broń Mistrza Mnicha Guana, dla której ten jest w stanie zrobić wszystko – nawet wykraść smoka Dojo. Jest bronią dość niezwykłą i, jak twierdzi sam Guan, źródłem jego potęgi. Co jednak ciekawsze, Guan posiada bardzo wiele kopii Włóczni – po jednej z nich otrzymują Omi i Raimundo.
- Zupa Lao Mang Long – magiczna zupa, którą Hannibal Roy dał Chase Youngowi. Zapewnia ona nieśmiertelność i wieczną młodość temu, który ja wypije, ale zupełnie też zmienia jego charakter – oraz wygląd. Bez picia jej, Chase Young musi pozostawać w swojej gadziej postaci. Jej głównym składnikiem jest smok.
- Buteleczki z chi – niewielkie butelki, w których znajdują się chi wszystkich osób. Znajdują się one na gigantycznych półkach w Świecie Ying-Yang. Aby znaleźć właściwie chi, należy pomyśleć o osobie, której chi się szuka. Niestety, serial nie wyjaśnia, co by się stało w wypadku przemieszania chi (np. daniu chi jednej osoby, drugiej).
- Skarb Ślepego Szermierza – (ang. Treasure of the Blind Swordsman) Skrzynia, której zawartość zobaczyć można tylko patrząc oczami duszy. W jej wnętrzu znajduje się duch Ślepego Szermierza, który spełnia życzenia osoby, do której należy skrzynia.
- Magiczny Liść – liść który wskazuje położenie Rajskiego Ptaka.
- Zwoje – jest ich całkiem sporo w świątyni Xiaolin. Zawierają inne informacje niż Starożytny Zwój Shen Gong Wu. Np.: informacje o Pojedynkach Mistrzów o, których czytał Raimundo w odcinku „Shen Yi Bu”. Albo Clay, Kimiko i Raimundo, gdy próbowali się dowiedzieć co się stało z Omim, w odcinku „Ratowanie Omiego”.
- Wynalazki Jacka Spicera
- Nasionko Heylinu – małe nasionko, z którego wyrasta roślina zmieniająca wszystkich w rośliny, a powstrzymać je może tylko Księżycowa Szarańcza.

### Miejsca
- Góra Hong – Tam mnisi się schowali i bronili Wu w odcinku Mala Mala Jong
- Świat Yin-Yang – niezwykły wymiar jak powiedział Omi jedyne co nas w nim ogranicza to nasza wyobraźnia, do którego można wejść za pomocą Yin Jojo, Yang Jojo, a najlepiej za pomocą obydwu tych Wu połączonych w jedno. Znajdują się tam Chi wszystkich osób na świecie i poruszanie się po tym wymiarze jest szczególnie niebezpieczne (zwłaszcza jeśli do wejścia używa się tylko jednego z wymienionych wcześniej Shen Gong Wu). Przy użyciu tylko jednego z wymienionych Shen Gong Wu, dana osoba zostawia swoje dobre lub złe chi (zależy od osobowości) w Świecie Yin-Yang. Niektóre Shen Gong Wu nie działają poprawnie w Świecie Yin-Yang np.: można stracić panowanie nad Srebrzystą Mantą. Jak w odcinku The Live and Times the Hannibal Roy Bean. Używając Pierścienia Dziewięciu Smoków w Świecie Yin-Yang i wychodząc z użyciem, tylko jednego Wu (z Jojo Yin i Yang) można czuć się bardziej zły lub dobry niż przedtem. Tak było w przypadku Jacka Spicera. Zabierając Odwracające Lustro do Świata Yin-Yang to nawet przy użyciu obu Joj zostawia się swoje Chi w Świecie Yin-Yang.
- Pałac Chase Younga – wielki kompleks budynków, utrzymanych w kolorach niebieskim i zielonym. Kryjówka „geniusza zła” Chase Younga oraz miejsce zamieszkania wszystkich jego kocich niewolników. Pałac ten jest pełen niespodzianek dla niespodziewanych gości, jak chociażby otwierające się w ścianie czy podłodze przejścia, zmiana podłogi na sufit, etc. W sali tronowej jest także specjalny dach, zmieniający się w niebo o różnych porach dnia w zależności od życzeń właściciela.
- Świątynia Shaolin – miejsce szkolenia adeptów, to m.in. świątynia medytacji, krypta z Shen Gong Wu, pokoje sypialne itd. Miejsce, z którym szczególnie związany jest Omi, Dojo i Mistrz Fung
- Dom Jacka Spicera – duży dom niedaleko świątyni Shaolin, ulubionym miejscem „młodego geniusza zła” jest duża piwnica, rodzice uwielbiają wyprawiac tam imprezy
- Kraina NieTutaj – Ponura kraina której właścicielem jest Chase Young. W tej krainie był ptak Ying-Ying pod postacią papugi oraz to tam objawił się Rajski Ptak.
- Atlantyda – mnisi dostali się tam wraz z Jackiem i Chasem w odc. Dangerous Minds. Pająki miały tam swoją komorę z jajmi. Miejsce to znajduje się pod ziemią.
- Miejsca ujawnień Shen Gong Wu – mjejsca w których ujawniły się Wu. (patrz: Shen Gong Wu)
- Świątynia Mistrza Mnicha Guana – świątynia w której Mistrz Mnich Guan szkolił mnichów z Xiaolin w odcinku The Return Of Master Monk Guan.

### Stworzenia
- Stwór Chi – potwór pochodzący ze Świata Ying-Yang, który pożera ludziom ich chi, pozbawiając ich tym samym jakiejkolwiek własnej woli.
- Rajski Ptak – legendarny ptak, który może wzmocnić umiejętności tego, kto go odnajdzie. Jak się przekonują młodzi mnisi, nie należy traktować zbyt dosłownie historii o nim. Jego pojawienie zwiastuje stara śpiewająca kobieta.
- Ptak Ying-Ying – niezwykłe stworzenie – główny środek transportu Hannibala Roya. Odnajduje go Jack Spicer, mylnie uważając stworzenie za Rajskiego Ptaka. Przez pewien czas jest u Jacka, pod postacią papugi, ale w odcinku „Podwójne Życie Hannibala Fasolki” ukazuje swoją prawdziwą postać. Wtedy kradnie Wu (m.in. Ying Yoyo, Yang Yoyo, Przeobrażacz) i zanosi je Hannibalowi uwięzionego w Świecie Ying-Yang. Potrafi nagrywać obraz i go wyświetlać w postaci trójwymiarowego hologramu.
- Mala Mala Jong – stwór stworzony z Shen Gong Wu, ożywiony dzięki Sercu Jonga. Dzięki Pierścieniu Dziewięciu Smoków może stworzyć „Straszliwą Czwórkę”, a kontrolować ją można dzięki Cesarskiemu Skorpionowi.
- Skalne istoty – słudzy Wuyi zrobieni, jak sama nazwa mówi, z kamieni.
- Cyklop Heylinu – wielki, czerwony cyklop, który ma jedno oko, z którego może strzelać laserem, lecz słabo widzi.
- Pająki – wielkie pająki wypuszczone przypadkowo przez Jacka Spicera. Zjadają wszystko: roślinność, zwierzęta, a nawet ziemię. Ich słabym punktem jest lawa.

### Wydarzenia
- Kometa Heylina, pojawienie się Komety Heylina – jest to przerażająca kometa, która powoduje niebezpieczną aktywność Shen Gong Wu. Użycie któregokolwiek z nich sprawia, że dane Wu ożywa i dąży do uzyskania władzy nad swym właścicielem poprzez inne Wu. Jest niebezpieczna jedynie przez 3 dni.
- Rok Zielonej Małpy – w kalendarzu chińskim rok małpy następuje co 12 lat; w serialu jest to okres, kiedy moc Małpiej Buławy jest największa, a same małpy wyjątkowo potężne. Użycie Małpiej Buławy zapewnia właścicielowi kontrolę nad tymi zwierzętami, ale także sprawia, że bardziej niż zazwyczaj staje się on małpą pod wpływem tego Shen Gong Wu.
- Zaćmienie Heylinu – zaćmienie słońca, które osłabia Chase Younga – jego moc jest wtedy ograniczona, a koci wojownicy zmuszeni są zasnąć. Jest to jedyna znana słabość Chase Younga.
- Uwięzienie Wuyi w szkatułce – Uwięzienie jej przez Dshiego wewnątrz Magicznej Szkatułki. O tym wydarzeniu opowiada mistrz Fung na początku odcinka Journey of Thousand Miles. Wkrótce Jack Spicer otwiera Szkatułkę i Wuya znów jest wolna. Wkrótce dzięki Rajmundowi Wuya odzyskuje swoje ciało (odc. In the Flash), ale potem znowu zostaje zamknięta przez Raimunda.
- Uwolnienie Wuyi ze szkatułki – w pewnym czasie Jack Spicer otwiera Szkatułkę i nieświadomie uwalniając Wuyę (odc. Podróż tysiąca mil). Po ponownym uwięzieniu jej w szkatułce przez Raimonda, Szkatułkę otwiera Katnappé.
- Odzyskanie ciała Wuyi – w połączeniu Ogona Węża i Odwracającego Lustra Wuyi można przywrócić ciało. Na początku robi to Raimondo (odc. In the Flash), później zaś Chase Young, lecz nie przywraca jej swej mocy. Do tego zdarzenia nie zachodzi na początku, ponieważ zazwyczaj jedna strona ma Ogon Węża, a druga Odwracające Lustro.

### Pochodzenie nazw
- Imię wiedźmy Wuyi pochodzi od chińskiego słowa 乌鸦 (wū yā) i znaczy tyle co „wrona”
- Słowo „Mala” jest nawiązaniem do łaciny (malum), a więc imię „Mala Mala Jong” oznacza „Zły Zły Jong”
- Poszczególne słowa w nazwie zupy Chase’a Younga oznaczają:

Lao – stary,
Mang – puszka,
Long – smok.
Tak więc nazwę Lao Mang Long można tłumaczyć jako „Przeterminowana Smocza Konserwa”
- Imię Dashi oznacza Wielki Nauczyciel, a więc mówiąc „Wielki Mistrz Dashi” mówimy „Wielki Mistrz Wielki Nauczyciel”
- Imię Guan znaczy tyle co „bocian”
- Imię Clay znaczy „glina”

### Rangi Shaolin
Smok w trakcie szkolenia
- Opis: najniższa ranga w Shaolin, określenie to prawdopodobnie obowiązuje we wszystkich dalszych rangach aż do Smoka.
- Osoby w serialu: Kimiko, Raimundo, Clay (od odc. 1), Omi (cały serial)
- Techniki: Ogień, Wiatr, Ziemia, Woda, Cios tornado; Tajfunowe Bum; Odbudowa Chi; Cios małpy, Odwrócenie małpy, Wilk obala woły, Niedźwiedź gryzie łosia, Gepard na drzewie, Żmija gryzie szczura, Węgorz myje stopy, Czatująca modliszka, Tańczące bawoły, Drapiąca się koza, Świnia kopie w tył, Paw rozkłada pióra, Psy grające w pokera, Pies jedzący hot-doga, Kaczka jedząca okruszki, Atak lamparta, Uderzenie żmii, Małpi na drzewo skok,
- Oznaczenie: czerwona tunika, czarna szarfa

Adept Shaolin
- Opis: uczy się używać ciosów związanych bezpośrednio ze swoim żywiołem oraz łączenia mocy tego żywiołu z mocą Shen Gong Wu.
- Osoby w serialu: Omi, Kimiko, Clay (od odc.12.), Raimundo (od odc. 18.)
- Techniki: Figura Czterech Smoków, Lód; Rzut na matę, Tajfunowe Bum, Sejsmiczny Wykop, Cios tornado, Cios Tsunami
- Oznaczenie: czerwona tunika, granatowa szarfa

Wojownik Wudai
- Opis: zna bardziej złożone ciosy związane z żywiołami, może korzystać też ze specjalnych broni Wudai. Razem Wybrańcy potrafią wykonać ulepszoną wersję Figury Czterech Smoków – formację Oriona, dzięki której każdy z nich niejako przemienia się w swój żywioł.
- Osoby w serialu: Jermaine (odc. 36), Raimundo, Clay, Kimiko, Omi (od odc. 40.)
- Techniki: Para; Wudai: Formacja Oriona; Wudai: Żelazny Cios; Krater Wudai, Wudai Neptun, Gwiazda Wudai, Mars Wudai, Wudai: Woda Neptuna, Wudai: Ogień Marsa, Wudai: Gwiezdny Wiatr, Wudai: Tarcza Ognia; Tarcza Wudai
- Oznaczenie: czerwona tunika, błękitna szarfa

Wojownik Shoku
- Opis: lider wybrańców, od niego zależą dalsze losy Ziemi
- Osoby w serialu: Raimundo (od odc. 52)
- Techniki: brak danych
- Oznaczenie: czarna tunika, żółta szarfa

Smok
- Opis: ranga, do której uzyskania dążą Wybrańcy (zwłaszcza Omi). Jej zdobycie oznacza niejako zakończenie szkolenia i jest niewątpliwym sukcesem.
- Osoby w serialu: Guan, Dashi, Chase, Wuya (cały serial)
- Techniki: prawdopodobnie jest to Figura Czterech Smoków
- Oznaczenie: brak danych, prawdopodobnie szara bluzka i czarna szarfa (tak oznaczeni są niektórzy mnisi z klasztoru Xiaolin)

Mistrz Shaolin
- Opis: mistrz klasztoru, który posiada umiejętności walki zarówno wręcz, jak i bronią. Posiada również połowę umiejętności, co Mistrz Mnich.
- Osoby w serialu: Fung (cały serial)
- Techniki: technika lecącego żurawia z hoikado
- Oznaczenie: biała bluzka, niebieska tunika, czarna szarfa

Mistrz Mnich
- Opis: niezwykle biegły w walce zarówno bronią, wręcz, jak i z pomocą specjalnych mocy.
- Osoby w serialu: Guan (cały serial)
- Techniki: Odeprzeć bestię
- Oznaczenie: pomarańczowy strój, czarna szarfa

Wielki Mistrz
- Opis: najwyższa możliwa ranga w klasztorze Shaolin, charakteryzująca potężnego wojownika, który jest praktycznie chodzącą legendą zarówno przez swoje umiejętności, jak i dokonania.
- Osoby w serialu: Dashi (cały serial)
- Techniki: brak danych
- Oznaczenie: biała bluzka, szara tunika, czarna szarfa

### Techniki i ataki
- Atak lamparta
- Cios Lotnego Lamparta
- Cios małpy – cios małpy.
- Cios Tornado: Woda – cios z użyciem wody.
- Cios Tsunami: Woda – cios z użyciem wody.
- Czatująca modliszka
- Drapiąca się koza
- Figura Czterech Smoków – do tej techniki potrzebni są cztery Smoki. Smoki muszą działać razem i nie mogą się rozdzielić w czasie używania.
- Gepard na drzewie
- Gwiazda Hanabi: Ogień – połączenie mocy: żywiołu Ogień i Shen Gong Wu Gwiazda Hanabi.
- Gwiazda Wudai, Wiatr – cios z użyciem wiatru i mocy Wudai.
- Instynkt tygrysa – pozwala przewidzieć co się stanie za chwilę.
- Kaczka jedząca okruszki
- Kogut smaży jajka
- Krater Wudai, Ziemia – cios z użyciem ziemi i mocy Wudai.
- Kula Tornami: Lód – połączenie mocy: żywiołu Woda i Shen Gong Wu Kula Tornami. Dzięki temu można zamrażać.
- Kula Tornami: Para – połączenie mocy: żywiołu Woda i Shen Gong Wu Kula Tornami.
- Małpi na drzewo skok – małpi skok.
- Mars Wudai, Ogień – cios z użyciem ognia i mocy Wudai.
- Niedźwiedź gryzie łosia
- Odeprzeć Bestię – tego ataku użył Guan przeciwko przemienionemu Chaseowi.
- Odwrót małpy – odwraca Cios małpy.
- Ogień – cios Smoka Ognia. Tak naprawdę, to ten cios nie ma nic wspólnego z ogniem.
- Oko Mistrza Dashi, Ostrze Zawieruchy – połączenie mocy Shen Gong Wu: Oko Mistrza Dashi i Ostrze Zawieruchy.
- Ostrze Zawieruchy: Wiatr – połączenie mocy: żywiołu Wiatr i Shen Gong Wu Ostrze Zawieruchy.
- Pająk grający w łapki
- Pasikonik płynący pieskiem
- Paw rozkłada pióra
- Piękny motyl zwodzący ćmę na Cybrysie
- Pięść Tebigonga: Ziemia – połączenie mocy: żywiołu Ziemia i Shen Gong Wu Pięść Tebigonga.
- Psy grające w pokera
- Rekin kopiący małpę
- Rozwścieczona anakonda
- Ryczący feniks
- Rzut na Matę: Ogień – cios z użyciem ognia.
- Sejsmiczny Wykop: Ziemia – cios z użyciem ziemi.
- Świnia kopie w tył
- Tajfunowe Bum: Wiatr – cios z użyciem wiatru.
- Tańczące bawoły
- Tarcza Wudai
- Technika lecącego żurawia z hoikado – tej techniki użył mistrz Fung do obrony przed „kociakami” w odcinku The New Order.
- Trzecia Ręka: Ziemia – połączenie mocy: żywiołu Ziemia i Shen Gong Wu Trzecia Ręka.
- Tygrys depcze żurawia
- Uderzenie żmii
- Węgorz myje stopy
- Wiatr – cios Smoka Wiatru. Tak naprawdę, to ten cios nie ma nic wspólnego z wiatrem.
- Wilk obala woły
- Woda – cios Smoka Wody. Tak naprawdę, to ten cios nie ma nic wspólnego z wodą
- Wróbel jedzący hot-doga
- Wudai Neptun, Woda – cios z użyciem wody i mocy Wudai.
- Wudai: Formacja Oriona – do tej techniki, również potrzebni są cztery Smoki. Jednak wtedy po użyciu Smoki mogą walczyć pojedynczo.
- Wudai: Tarcza Ognia – tarcza ognia Wudai.
- Wudai: Żelazny Cios
- Wykop modliszki
- Ziemia – cios Smoka Ziemi. Tak naprawdę, to ten cios nie ma nic wspólnego z ziemia.
- Żmija gryzie szczura